# Parti communiste de Grande-Bretagne
Ne doit pas être confondu avec Parti communiste britannique, Parti communiste de Grande-Bretagne (marxiste-léniniste) ou Parti communiste révolutionnaire de Grande-Bretagne (marxiste-léniniste).
Le Parti communiste de Grande-Bretagne (anglais : Communist Party of Great Britain- CPGB) est un parti politique britannique. Il fut créé en 1920 sur le modèle du parti bolchévique à la suite de la révolution russe. Il ne réussit jamais à devenir un parti de masse et à peser lors des élections. Mais il eut une certaine influence dans le mouvement syndical et dans les milieux intellectuels de gauche. Il fut dissous en 1991, et prit davantage la forme d'un laboratoire d'idées, sous le nom de Democratic Left (en), ayant renoncé au communisme. Le Parti communiste britannique se présente aujourd'hui comme son successeur.

## La création du parti
La Première Guerre mondiale provoqua la chute du régime tsariste en Russie, puis la prise de pouvoir par les Bolcheviks en octobre 1917. Ce succès de Vladimir Ilitch Lénine eut un impact immense sur les mouvements révolutionnaires. La doctrine idéologique, la forme d'organisation et les choix tactiques du marxisme-léninisme furent perçues par de nombreux militants révolutionnaires comme la voie privilégiée vers le pouvoir. La création du Parti communiste de Grande-Bretagne fut l'une des multiples tentatives de construire un parti bolchévique pour préparer la révolution. 
Le parti fut créé lors du "Congrès de l'Unité Communiste" (Communist Unity Convention) en 1920, de la réunion de divers groupes marxistes comme le Parti socialiste britannique (British Socialist Party, fondé en 1911) ou le Parti travailliste socialiste (Socialist Labour Party, fondé en 1903). Les délégués discutèrent des questions essentielles à l'établissement de la doctrine du mouvement. Elles comprenaient la participation aux élections, les relations avec le parti travailliste et l'affiliation au Kominterm, l'Internationale communiste. Lénine adressa une lettre au congrès où il préconisait la participation aux élections parlementaires et l'adhésion au parti travailliste, à la condition qu'il puisse en son sein développer une activité communiste indépendante et libre. Il préconisait également que le nouveau parti soit organisé au plus vite selon le modèle et les principes de la Troisième Internationale.
La nouvelle organisation entérina tous ces principes. Son objet était d'organiser une avant-garde révolutionnaire appelée à diriger le mouvement ouvrier. Deux stratégies étaient définies : une action militante publique en tant que parti communiste et un travail plus souterrain à l'intérieur d'autres mouvements, principalement les syndicats et le Parti travailliste. Ces activités furent toujours considérées comme cruciales pour le parti car le Parti Travailliste et les syndicats étaient perçus comme de formidables leviers pour atteindre les masses. 
La question de la participation aux élections fut affirmée rejetant les positions de ceux qui défendaient un anti-parlementarisme d'inspiration syndicaliste révolutionnaire.

## Principes et doctrine politiques
L'effort développé par le parti fut tout d'abord de gagner en influence au sein des syndicats (trade unions) et du parti travailliste. Le parti communiste tenta de manière répétée, comme son premier congrès l'avait décidé, d'adhérer au parti travailliste. Mais l'adhésion du parti provoquait de vifs débats en raison de son affiliation au Komintern et de son mode d'organisation autoritaire. En Grande-Bretagne, le Parti travailliste avait une tradition de gradualisme et de parlementarisme qui ne correspondait pas aux conceptions et aux pratiques léninistes. La méfiance des travaillistes était renforcée par les objectifs affirmés du parti communiste. L'affiliation était considérée par les communistes comme le meilleur moyen d'atteindre les « masses conscientes » et de construire ensuite un parti de masse. En 1922, la demande d'affiliation du parti communiste fut rejetée par 3 086 000 voix contre et 261 000 voix pour. Les années suivantes, les diverses demandes d'affiliation furent également rejetées par de très larges majorités.
Néanmoins, le parti poursuivait son action au sein des sections locales. Pour limiter l'influence communiste, le parti travailliste décida qu'aucun militant du parti communiste ne pouvait être également adhérent individuel au parti travailliste, ni être éligible comme candidat du parti. Par conséquent des communistes étaient régulièrement exclus. 
L'action politique et la propagande sur les lieux de travail s'organisait autour de cellules par branches. Ces activités militantes étaient complétées par un travail au sein des sections syndicales. De ce fait, l'influence du parti n'était pas négligeable mais ne déboucha que rarement sur un gain politique pour le parti lui-même. Certains leaders du mouvement syndical étaient proches de ses positions. Mais les communistes rencontrèrent une forte opposition. Le Trades Union Congress (TUC) établit, par exemple, une liste noire, Black Circular, pour empêcher les militants communistes d'être mandatés à son congrès comme à diverses instances syndicales.
Le parti réussit cependant à s'attirer le respect de nombreux militants syndicalistes pour son action pendant la grève générale de 1926 et pour ses actions de solidarité lors des conflits sociaux.

## Le Komintern et le Parti
L'influence du Komintern fut prépondérante sur les orientations du parti dès son origine.

## La guerre froide
Le Parti communiste a une relative influence dans les années qui suivirent la Seconde guerre mondiale. Son journal, le Daily Worker, connait une plus large diffusion que le Financial Times.
Après l'insurrection de Budapest en 1956 et l'intervention de l'armée rouge, 10 000 membres, soit plus d’un tiers des effectifs, quittèrent le Parti.
En 1970, il compte 30 000 militants, dont les trois quarts sont ouvriers.
En 1991, à la suite de la dislocation de l'URSS, le parti choisit de se dissoudre et sa structure devient un laboratoire d'idées, la Gauche démocratique (en).

## Liste des députés communistes au Parlement britannique
Il n'y a eu que six représentants du Parti communiste au Parlement du Royaume-Uni :

À la Chambre des communes :
- Cecil Malone (1920-1922)
- Walton Newbold (1922-1923)
- Shapurji Saklatvala (1922-1929)
- William Gallacher (1935-1950)
- Phil Piratin (1945-1950)

À la Chambre des lords :
- Wogan Philipps (baron Milford) (1963-1993)